# Three from the Vault
Three from the Vault è un album dal vivo del gruppo musicale statunitense Grateful Dead, pubblicato nel 2007.

## Tracce

### Disco 1
1. Two Ditties: The Merry-Go-Round Broke Down (Friend, Franklin)/Spring Song (Mendelssohn) — 1:19
2. Truckin' (Garcia, Lesh, Weir, Hunter) — 8:09
3. Loser (Garcia, Hunter) — 6:23
4. Cumberland Blues (Garcia, Lesh, Hunter) — 4:58
5. It Hurts Me Too (Elmore James, Tampa Red) — 6:10
6. Bertha (Garcia, Hunter) — 5:21
7. Playing in the Band (Weir, Hart, Hunter) — 5:14
8. Dark Hollow (Bill Browning) — 3:15
9. Smokestack Lightning (Howlin' Wolf) — 14:42
10. China Cat Sunflower (Garcia, Hunter) — 3:24
11. I Know You Rider (traditional, arr. Grateful Dead) — 7:02

### Disco 2
1. Greatest Story Ever Told (Weir, Hunter) — 4:22
2. Johnny B. Goode (Chuck Berry) — 3:26
3. Bird Song (Garcia, Hunter) — 7:04
4. Easy Wind (Hunter) — 8:17
5. Deal (Garcia, Hunter) — 4:22
6. Cryptical Envelopment (Garcia)/Drums (Kreutzmann)/The Other One (Weir) — 16:09
7. Wharf Rat (Garcia, Hunter) — 9:08
8. Good Lovin' (Artie Resnick, Rudy Clark) — 18:43
9. Casey Jones (Garcia, Hunter) — 5:00

## Formazione
- Jerry Garcia - chitarra, voce
- Phil Lesh - basso, voce
- Ron "Pigpen" McKernan – tastiera, armonica, percussioni, voce
- Bill Kreutzmann - batteria
- Bob Weir - chitarra, voce